# Notophthiracarus parareductus
Notophthiracarus parareductus är en kvalsterart som beskrevs av Sandór Mahunka 1992. Notophthiracarus parareductus ingår i släktet Notophthiracarus och familjen Phthiracaridae. Inga underarter finns listade i Catalogue of Life.